# Tour della nazionale maschile di rugby a 15 del Sudafrica 1998
Nel 1998, la nazionale sudafricana  di "rugby a 15", campione del mondo, visita l'Europa per un tour con ottimi risultati. Solo L'Inghilterra impedisce agli Springboks la conquista del Grande Slam.

## Tour della prima squadra
| Glasgow 10 novembre 1998 | Glasgow Caledonians | 9 – 62 | Sudafrica XV |  |

| Londra 14 novembre 1998 | Galles | 20 – 28 | Sudafrica | Wembley Stadium |

| Edimburgo 17 novembre 1998 | Edinburgh Reivers | 3 – 49 | Sudafrica XV |  |

| Edimburgo 21 novembre 1998 | Scozia | 10 – 35 | Sudafrica | Murrayfield |

| Cork 24 novembre 1998 | Combined Provinces | 5 – 32 | Sudafrica XV |  |

| Dublino 28 novembre 1998 | Irlanda | 13 – 27 | Sudafrica | Lansdowne Road |

| Belfast 1º dicembre 1998 | Irlanda A | 9 – 50 | Sudafrica XV |  |

| Londra 5 dicembre 1998 | Inghilterra | 13 – 7 | Sudafrica | Twickenham |

## Tour dell'Under 21
Anche la nazionale Under 21 si reca in tour in Europa
| Leicester 10 novembre 1998 | Midlands e North | 9 – 62 | Sudafrica Under 21 |  |

| Londra 10 novembre 1998 | London e South West | 9 – 62 | Sudafrica Under 21 | London Irish |

| Banbury 10 novembre 1998 | Inghilterra A | 9 – 62 | Sudafrica Under 21 |  |

| Londra 10 novembre 1998 | Inghilterra U21 | 9 – 62 | Sudafrica Under 21 | Twickenham |